# Mons Herodotus
Pour les articles homonymes, voir Hérodote (homonymie).

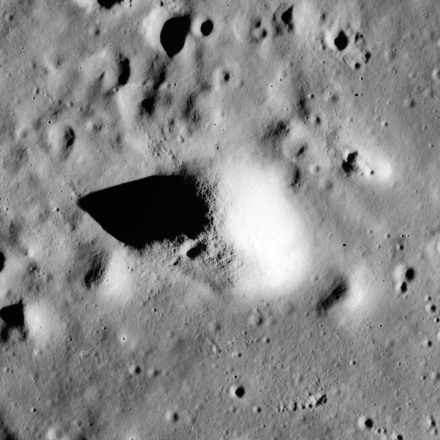
Photographie du Mons Herodotus.

Le Mons Herodotus (27, −53) est une montagne lunaire, d'un diamètre de 5 kilomètres à la base, situé au nord-ouest du cratère Herodotus. L'ensemble s'étend vers la frange nord de l'Océan des Tempêtes.